# Grundy Center (Iowa)
Grundy Center es una ciudad ubicada en el condado de Grundy en el estado estadounidense de Iowa. En el Censo de 2010 tenía una población de 2706 habitantes y una densidad poblacional de 413,45 personas por km².

## Geografía
Grundy Center se encuentra ubicada en las coordenadas 42°21′50″N 92°46′28″O / 42.36389, -92.77444. Según la Oficina del Censo de los Estados Unidos, Grundy Center tiene una superficie total de 6.54 km², de la cual 6.54 km² corresponden a tierra firme y (0%) 0 km² es agua.

## Demografía
Según el censo de 2010, había 2706 personas residiendo en Grundy Center. La densidad de población era de 413,45 hab./km². De los 2706 habitantes, Grundy Center estaba compuesto por el 98.6% blancos, el 0.18% eran afroamericanos, el 0% eran amerindios, el 0.15% eran asiáticos, el 0.11% eran isleños del Pacífico, el 0% eran de otras razas y el 0.96% pertenecían a dos o más razas. Del total de la población el 0.44% eran hispanos o latinos de cualquier raza.